# Pleiotropia (farmacologia)
In farmacologia, con il termine pleiotropia ci si riferisce a tutti gli effetti di un farmaco diversi da quelli per cui è stato specificamente sviluppato. Può includere effetti avversi, ma è spesso utilizzato per indicare effetti benefici aggiuntivi.
Ad esempio, le statine sono inibitori dell'HMG-CoA reduttasi, che agiscono principalmente riducendo la sintesi del colesterolo, ma si ritiene che abbiano altri effetti benefici, tra cui l'azione antiossidante e la stabilizzazione delle placche aterosclerotiche.
I farmaci steroidei, come il prednisone e il prednisolone, hanno effetti pleiotropici, anche sistemici, per la stessa ragione degli ormoni steroidei endogeni: tutte le cellule sono dotate di recettori che vi si possono legare, essendo essi messaggeri endocrini.
Un altro esempio è la melatonina, che produce una larga serie di effetti, dalla modulazione del ritmo circadiano e induzione del sonno tramite recettori melatoninergici, agli effetti antiossidanti e antinfiammatori indipendenti da recettori su tutti gli organi e cellule.